# Stos Zamboniego
Stos Zamboniego (także znany jako suchy stos Duluc) – wczesna wersja baterii elektrycznej, wynaleziona przez Giuseppe Zamboniego w 1812.
Stos Zamboniego to rodzaj „baterii elektrostatycznej”. Zbudowana jest z dysków z folii srebrnej, cynkowej oraz papieru. Ewentualnie, dyski ze „srebrnego papieru” (papier z cienką warstwą cynku po drugiej stronie) pozłacanego z jednej strony lub można użyć papieru srebrnego posmarowanego dwutlenkiem manganu zmieszanym z miodem. Dyski ok. 20 mm średnicy są składane w stosy, o grubości kilku tysięcy cienkich dysków, a następnie skompresowane w szklanej tubie z zaślepkami po obu stronach. Można także użyć trzech prętów szklanych zakończonych drewnianymi talerzami izolowanymi dzięki zanurzeniu w roztopionej siarce lub smole.
Stosy Zamboniego nowszej konstrukcji były budowane od lat 80. w celu dostarczania napięcia przyspieszającego dla lamp wzmacniających obraz, szczególnie do zastosowań wojskowych. Obecnie takie napięcia są otrzymywane z obwodów inwertera tranzystorowego, zasilanego konwencjonalnymi akumulatorami niskonapięciowymi.
Stosy Zamboniego mają możliwość generowania napięcia rzędu kilku tysięcy woltów, lecz prąd wyjściowy jest wówczas rzędu nanoamperów. Słynny oksfordzki dzwonek elektryczny, który bije nieprzerwanie od 1840 roku, jest prawdopodobnie zasilany stosami Zamboniego.